# Ulster Unionist Party
Ulster Unionist Party (også bare kaldet Unionist Party eller UUP) er det ældste af de to store unionistiske partier i Nordirland, det andet er Democratic Unionist Party. Partiet blev grundlagt i 1905 og har tidligere i en årrække besiddet magten i Nordirland. Den nuværende formand er (pr. september 2008) Sir Reg Empey. 